# 卡尔梅克男子 (艺术品)
卡尔梅克男子是一个于1780年至1804年期间诞生于俄罗斯圣彼得堡的陶塑，以卡尔梅克人为原型制作。1779年，圣彼得堡御瓷厂的吉恩·多米尼克·罗歇特制造了卡尔梅克男子等一系列俄罗斯民族人物的陶塑模具，使得其成为了工厂大规模生产的产品。该系列产品的生产工作从1780年一直持续到了1804年为止，常作为礼物赠送给外国政要。该系列陶塑还有萨莫耶德人、鞑靼妇女、卡巴尔达男人等。

## 简介
卡尔梅克人是分布于西伯利亚南部，俄罗斯联邦和蒙古国境内的一个民族。卡尔梅克是欧洲人对厄鲁特蒙古人、卫拉特蒙古人、元代的斡亦剌人以及明代的瓦剌人的称呼。现在俄罗斯境内的卡尔梅克人有15多万人，居住在卡尔梅克共和国，以及周边的阿斯特拉罕州、伏尔加格勒州、罗斯托夫州、斯塔夫罗波尔边疆区。在凯瑟琳大帝的赞助下，位于俄罗斯圣彼得堡的圣彼得堡御瓷厂进入了繁荣时期。该御瓷厂主要服务于皇家，其生产出的作品常作为礼物赠送给外国政要。卡尔梅克男子陶塑全高约21.6厘米，在其底部刻上了的字样。1982年，由杰克与贝尔·林斯基赠送给大都会艺术博物馆。